# ゲイブリエル・イーリー
ゲイブリエル・イーリー（Gabriel Ealy）は、アメリカ合衆国のプロレスラー。ウィスコンシン州ミルウォーキー出身。
双子であるユリエル・イーリーもプロレスラーである。

## 来歴

### キャリア初期
プロレスラーになる以前、ファッションモデルとして活動。コマーシャルや雑誌などの広告キャンペーンに出演。プロレスへの転機が訪れ、地元であるウィスコンシン州のサウスミルウォーキーを拠点とするMIAW（Midwest Independent Association of Wrestling）に双子であるユリエルと共に入門し、アンヘル・アルマーニに師事。2014年9月、アメリカのメジャー団体であるWWEのRAWとSmackDownにエキストラとして登場している。

### WWE
2015年10月、ユリエルと共にWWEとディベロップメント契約を交わし入団。トレーニング施設であるWWEパフォーマンスセンターにてトレーニングを開始。
2016年3月4日、NXT Liveにてユリエル & アンジェロ・ドーキンスと組んでパトリック・クラーク & リッチ・スワン & ケネス・クロフォードを相手にデビューするが勝利するに至らなかった。
2018年10月18日、WWEから解雇される。